# Đảng Công nhân Xã hội chủ nghĩa Tây Ban Nha
Đảng Công nhân Xã hội chủ nghĩa Tây Ban Nha (tiếng Tây Ban Nha: Partido Socialista Obrero Español [paɾˈtiðo soθjaˈlista oβɾeɾo espaˈɲol] ⓘ; PSOE [peˈsoe] ⓘ) là một đảng dân chủ xã hội PSOE đã ở trong chính phủ lâu hơn bất kỳ đảng chính trị nào khác ở Tây Ban Nha dân chủ hiện đại: từ 1982 đến 1996 dưới thời Felipe González; từ năm 2004 đến 2011 dưới thời Jose Luis Rodríguez Zapatero, và hiện tại kể từ năm 2018 dưới thời Pedro Sánchez..
PSOE được thành lập vào năm 1879, khiến nó trở thành đảng lâu đời nhất hiện đang hoạt động ở Tây Ban Nha. PSOE đã đóng một vai trò quan trọng trong Cộng hòa Tây Ban Nha thứ hai, là một phần của chính phủ liên minh từ 1931 đến 1933 và từ 1936 đến 1939, khi Cộng hòa bị Francisco Franco đánh bại trong Nội chiến Tây Ban Nha. Trong lịch sử một đảng Marxist, đảng này đã từ bỏ chủ nghĩa Marx vào năm 1979.
PSOE trong lịch sử có mối quan hệ chặt chẽ với Tổng Liên minh Công nhân (UGT), một công đoàn Tây Ban Nha. Trong nhiều thập kỷ, thành viên UGT là một yêu cầu đối với tư cách thành viên PSOE. Tuy nhiên, kể từ những năm 1980, UGT thường xuyên chỉ trích các chính sách kinh tế của PSOE, thậm chí kêu gọi tổng đình công chống lại chính phủ PSOE vào ngày 14 tháng 12 năm 1988. PSOE là thành viên của Đảng Xã hội châu Âu, Liên minh Tiến bộ và Quốc tế Xã hội Chủ nghĩa. Trong Nghị viện châu Âu, 14 thành viên của Nghị viện châu Âu (MEP) của PSOE ngồi trong nhóm nghị sĩ châu Âu và đảng Dân chủ (S & D)